# Excursion brownienne

Une représentation de l'excursion brownienne.

Dans la théorie des probabilités, une excursion brownienne est un processus stochastique, qui est étroitement liée à un processus de Wiener (ou mouvement brownien). Les réalisations de l'excursion brownienne sont essentiellement des réalisations d'un processus de Wiener spécifique, qui satisfait à certaines conditions. En particulier, une excursion brownienne est un processus de Wiener conditionné à être positif et à prendre la valeur 0 au temps 1. On peut aussi le définir comme un pont brownien conditionné à être positif.

## Définition
Une représentation d'une excursion brownienne {\displaystyle W} en termes d'un mouvement brownien W (due à Paul Lévy et notée par Kiyoshi Itō et Henry P. McKean, Jr) se donne en termes de la dernière fois {\displaystyle \tau _{-}}  que W atteint zéro, avant le temps 1 et la première fois {\displaystyle \tau _{+}} que le mouvement brownien {\displaystyle W} atteint zéro, après le temps 1:
{\displaystyle \{e(t):\ {0\leq t\leq 1}\}\ {\stackrel {d}{=}}\ \left\{{\frac {|W((1-t)\tau _{-}+t\tau _{+})|}{\sqrt {\tau _{+}-\tau _{-}}}}:\ 0\leq t\leq 1\right\}.}
Si {\displaystyle \tau _{m}} est le temps auquel un pont brownien {\displaystyle W_{0}} atteint son minimum sur [0, 1], Vervaat (1979) montre que
{\displaystyle \{e(t):\ {0\leq t\leq 1}\}\ {\stackrel {d}{=}}\ \left\{W_{0}(\tau _{m}+t{\bmod {1}})-W_{0}(\tau _{m}):\ 0\leq t\leq 1\right\}.}